# Mesh (группа)
Mesh — британская музыкальная группа, образованная в Бристоле в 1991 году. Mesh считается одним из наиболее интересных и успешных коллективов, работающих в области синти-попа. Группа воплотила в своей музыке эстетику электронного звучания, органично комбинируя его с романтической лирикой и запоминающейся мелодикой.

## Состав группы
- Марк Хокинс
- Ричард Сильверторн
- Нил Тейлор (1991—2006)

## Дискография

### Альбомы
- «Fragile» (CD, EP) 1994
- «In This Place Forever» (CD) 1996
- «Fragile» (Extended US) (CD) 1997
- «Fragmente» (CD) 1998
- «The Point At Which It Falls Apart» (CD) 1999
- «Live Singles EP» (CD, EP) 2000
- «On This Tour Forever» (CD) 2000
- «Original 91-93» (CD) 2000
- «Fragmente 2» (2xCD)" 2002
- «Who Watches Over Me?» (CD) 2002
- «We Collide» (CD) 2006
- «A Perfect Solution» (CD) 2009
- «An Alternative Solution» (2CD) 2011
- «Automation baby» (CD) 2013
- "Looking Skyward"  (CD) 2016

### Синглы
- «Fragile» (The Mixes) (CD, Maxi) 1997
- «You Didn’t Want Me» (CD, Maxi) 1997
- «Trust You» (CD, Maxi) 1998
- «It Scares Me» (CD, Maxi) 1999
- «Not Prepared» (CD, Maxi) 1999
- «Not Prepared — Dance» (12") 1999
- «People Like Me (With This Gun)» (CD, Maxi) 1999
- «Leave You Nothing» (CD, Maxi) 2002
- «Friends Like These» (CD, Maxi) 2003
- «Friends Like These (Tom Wax Remixes)» (12") 2003
- «Crash» (CD, Maxi) 2006
- «My Hands Are Tied / Petrified» (CD, Maxi) 2006
- «Only Better» (CD, Maxi) 2009
- «Hold And Restrain» (Digital Single) 2010
- «How Long?» (CD, Maxi) 2010
- «From This Height» (CD, Maxi) 2011
- «Born To Lie» (CD, Maxi) 2013
- «Kill Your Darlings» (CD, Maxi) 2016

### Промо
- «Who Watches Over Me?» (Snippet CD) 2002
- «Friends Like These» (CD, Maxi) 2002
- «Crash» (CD, Maxi) 2006
- «My Hands Are Tied / Petrified» (CD, Maxi) 2006
- «Only Better» (CD, Maxi) 2009

### Видео
- «Not Prepared» (VHS) 1999
- «On This Tour Forever» (Box, Ltd + CD + VHS) 2000
- «We Collide» (CD, Ltd + DVD) 2006
- «The World’s A Big Place» (DVD) 2007

### Видеоклипы
- «Not Prepared» 1999
- «Leave you nothing» 2002
- «Friends like these» 2002
- «Crash» 2006
- «Born to Lie»  2013
- «Kill Your Darlings» 2016

## Сторонние проекты

### Mark’Oh & Mesh
- «Waves» (CD, Maxi) 2000